# تیم ملی فوتبال زنان کره جنوبی
تیم ملی فوتبال زنان کرهٔ جنوبی (به کره‌ای: 대한민국 여자 축구 국가대표팀) نمایندهٔ فوتبال زنان این کشور در ردهٔ ملی است. این تیم توسط فیفا با نام جمهوری کره شناخته می‌شود. تیم ملی فوتبال زنان کره جنوبی نخستین بازی خود را در مقابل ژاپن انجام داد.

## تاریخچه رقابت‌ها

### جام جهانی
| فینال‌های جام جهانی | فینال‌های جام جهانی | فینال‌های جام جهانی | فینال‌های جام جهانی | فینال‌های جام جهانی | فینال‌های جام جهانی | فینال‌های جام جهانی | فینال‌های جام جهانی | فینال‌های جام جهانی | فینال‌های جام جهانی | فینال‌های جام جهانی |
| سال                | نتیجه              | رده                | بازی انجام داده    | برد                | تساوی*             | باخت               | گل‌زده              | گل‌خورده            | تفاضل گل           |                    |
| ------------------ | ------------------ | ------------------ | ------------------ | ------------------ | ------------------ | ------------------ | ------------------ | ------------------ | ------------------ | ------------------ |
| ۱۹۹۱               | صعود نکرد          | -                  | -                  | -                  | -                  | -                  | -                  | -                  | -                  |                    |
| ۱۹۹۵               | صعود نکرد          | -                  | -                  | -                  | -                  | -                  | -                  | -                  | -                  |                    |
| ۱۹۹۹               | صعود نکرد          | -                  | -                  | -                  | -                  | -                  | -                  | -                  | -                  |                    |
| ۲۰۰۳               | مرحله گروهی        | ۱۴                 | ۳                  | ۰                  | ۰                  | ۳                  | ۱                  | ۱۱                 | −۱۰                |                    |
| ۲۰۰۷               | صعود نکرد          | -                  | -                  | -                  | -                  | -                  | -                  | -                  | -                  |                    |
| ۲۰۱۱               | صعود نکرد          | -                  | -                  | -                  | -                  | -                  | -                  | -                  | -                  |                    |
| ۲۰۱۵               | دور ۱۶ام           | -                  | -                  | -                  | -                  | -                  | -                  | -                  | -                  |                    |
| مجموع              | ۲/۷                | ۱۴                 | ۴                  | ۱                  | ۱                  | ۲                  | ۴                  | ۸                  | -۴                 |                    |

*تساوی‌ها شامل پنالتی نیز می‌شوند.

### جام ملت‌های آسیا
- ۱۹۷۵ — شرکت نکرد
- ۱۹۷۷ — شرکت نکرد
- ۱۹۷۹ — شرکت نکرد
- ۱۹۸۱ — شرکت نکرد
- ۱۹۸۳ — شرکت نکرد
- ۱۹۸۶ — شرکت نکرد
- ۱۹۸۹ — شرکت نکرد
- ۱۹۹۱ — مرحله اول
- ۱۹۹۳ — مرحله اول
- ۱۹۹۵ — چهارم
- ۱۹۹۷ — مرحله اول
- ۱۹۹۹ — مرحله اول
- ۲۰۰۱ — چهارم
- ۲۰۰۳ — سوم
- ۲۰۰۶ — مرحله اول
- ۲۰۰۸ — مرحله اول
- ۲۰۱۰ — مرحله اول
- ۲۰۱۴ — چهارم
- ۲۰۱۸ — پنجم
- ۲۰۲۲ —نایب قهرمان